# Atelopus barbotini
Atelopus barbotini is een kikker uit de familie padden (Bufonidae) en het geslacht klompvoetkikkers (Atelopus). De soort werd voor het eerst wetenschappelijk beschreven door Jean Lescure in 1981.

## Uiterlijke kenmerken
Deze soort heeft een zeer ongebruikelijk kleurpatroon; de bovenzijde is meestal zwart van kleur met roze tot paarse, grillige cirkelvormige vlekjes. De buikzijde is roze van kleur.

## Verspreidingsgebied en habitat
Atelopus barbotini leeft in delen van Zuid-Amerika en komt endemisch voor in Frans-Guyana. De kikker is bekend van hooggelegen gebieden. De soort komt in een relatief klein gebied voor en is hierdoor kwetsbaar. Door de internationale natuurbeschermingsorganisatie IUCN is de soort nog niet opgenomen op de lijst van bedreigde dieren.